# 耿定理
耿定理（？—1584年），字子庸，号楚倥，湖廣黃安（今湖北红安）人。

## 生平
戶部尚書耿定向仲弟。生员出身，人称“八先生”。與兄耿定向、弟耿定力合稱“天臺三耿”。萬曆九年（1581年）李贄辭官，借住在耿定理家中。耿定理不求功名，唯喜讀書。万历十二年七月，耿定理病死，李贽寫出《哭子庸》祭拜他。有子耿汝古。